# 1990 en bande dessinée
| Années de la bande dessinée : 1987 - 1988 - 1989 - 1990 - 1991 - 1992 - 1993    |
| Décennies de la bande dessinée : 1960 - 1970 - 1980 - 1990 - 2000 - 2010 - 2020 |

Cet article présente les faits marquants de l'année 1990 en bande dessinée.

## Évènements
- 26 au 28 janvier : 17e Festival international de la bande dessinée d'Angoulême : Festival d'Angoulême 1990.
- 29 au 1er avril : 2e Salon européen de la BD à Grenoble.
- 31 août au 2 septembre : 2e Festival de Solliès-Ville.
- En Corée, création du magazine Renaissance qui traite exclusivement de sunjeong manhwa.

## Nouveaux albums
Voir aussi : Albums de bande dessinée sortis en 1990

### Franco-belge
| Sortie    | Titre                                                                                       | Scénariste                                            | Dessinateur                           | Coloriste      | Éditeur                 |
| --------- | ------------------------------------------------------------------------------------------- | ----------------------------------------------------- | ------------------------------------- | -------------- | ----------------------- |
| janvier   | Bouche du diable                                                                            | Jérôme Charyn                                         | François Boucq                        | François Boucq | Casterman               |
| mars      | 421 no 8 : Les années de brouillard                                                         | Stephen Desberg                                       | Éric Maltaite                         |                | Dupuis                  |
| octobre   | Alceister Crowley no 2 : Les gorilles de l'apocalypse                                       | Savary                                                | Antonio Cossu                         |                | Alpen Publishers        |
| avril     | Alexe no 2 : Le souffle du dragon                                                           | Denis Lapière                                         | Marcel Jaradin                        |                | Lefrancq                |
| octobre   | Aria no 13 : Le cri du prophète                                                             | Michel Weyland                                        | Michel Weyland                        |                | Le Lombard              |
| février   | BD Ecrivains no 2 : Tom Sharpe (1) : Wilt                                                   | André-Paul Duchâteau                                  | Yves Urbain                           |                | Lefrancq                |
| mai       | BD Evasion no 2 : Biggles (1) : Le cygne jaune                                              | Francis Bergèse                                       | Francis Bergèse                       |                | Lefrancq                |
| août      | BD Evasion no 3 : Challenger (1) : Le monde perdu                                           | André-Paul Duchâteau                                  | Patrice Sanahujas                     |                | Lefrancq                |
| octobre   | Blueberry no 23 : Arizona Love                                                              | Jean-Michel Charlier                                  | Jean Giraud                           |                | Alpen Publishers        |
| avril     | Bob Morane no 42 : Le temple des crocodiles                                                 | Henri Vernes                                          | Coria                                 |                | Le Lombard              |
| décembre  | Bob Morane no 43 : Le masque de jade                                                        | Henri Vernes                                          | Coria                                 |                | Le Lombard              |
| juillet   | Bobo no 12 : L'escalade                                                                     | Deliège                                               | Deliège                               |                | Dupuis                  |
| mars      | Bout d’Homme no 1 : L'enfant et le rat                                                      | Jean-Charles Kraehn                                   | Jean-Charles Kraehn                   |                | Glénat                  |
| mai       | Cédric no 3 : Classe tous risques                                                           | Raoul Cauvin                                          | Laudec                                |                | Dupuis                  |
| septembre | Chelsy no 1 : Tuez-les tous, Dieu reconnaîtra les siens                                     | Jean Dufaux                                           | Éric Joris                            |                | Glénat                  |
| janvier   | Clifton no 13 : Matoutou-Falaise                                                            | Bob de Groot                                          | Bédu                                  |                | Le Lombard              |
| mars      | Clotho no 2 : La larme de sang                                                              | Gérard Dewamme                                        | Jacques Bonodot                       |                | Glénat                  |
| avril     | Comanche no 11 : Les fauves                                                                 | Greg                                                  | Michel Rouge                          |                | Dargaud                 |
| mars      | Cubitus no 22 : Les enquêtes de l'inspecteur Cubitus                                        | Dupa                                                  | Dupa                                  |                | Le Lombard              |
| septembre | Cubitus no 23 : Cubitus, donne la belle papatte                                             | Dupa                                                  | Dupa                                  |                | Le Lombard              |
| février   | Cupidon no 1 : Premières flèches                                                            | Raoul Cauvin                                          | Malik                                 |                | Dupuis                  |
| avril     | Dan Cooper no 38 : Pilotes fantômes                                                         | Albert Weinberg                                       | Albert Weinberg                       |                | Dargaud                 |
| novembre  | Dan Cooper no 39 : L'otage du Clemenceau                                                    | Albert Weinberg                                       | Albert Weinberg                       |                | Dargaud                 |
| juin      | Dick Hérisson no 4 : Le Vampire de la coste                                                 | Didier Savard                                         | Didier Savard                         |                | Dargaud                 |
| mars      | Docteur Poche no 9 : La forêt magique                                                       | Marc Wasterlain                                       | Marc Wasterlain                       |                | Dupuis                  |
| avril     | Donnington no 2 : Sur les rives du lac Karoun                                               | Philippe Richelle                                     | Jean-Yves Delitte                     |                | Le Lombard              |
| mars      | Du côté de chez Poje no 1 : Crédit est mort                                                 | Raoul Cauvin                                          | Carpentier                            |                | Dupuis                  |
| novembre  | Durango no 9 : L'or de Duncan                                                               | Yves Swolfs                                           | Yves Swolfs                           |                | Alpen Publishers        |
| janvier   | Germain et nous… no 13 : Il est fou ou il fait le fou?                                      | Serge Honorez                                         | Frédéric Jannin                       |                | Dupuis                  |
| mars      | Geste de Gilles de Chin et du dragon de Mons no 2 : Le Doute et l'oubli                     | Ptiluc                                                | Ptiluc                                |                | Vents d'Ouest           |
| juillet   | Giacomo C. no 3 : La dame au cœur de suie                                                   | Jean Dufaux                                           | Griffo                                |                | Glénat                  |
| juin      | Histoires et Légendes no 30 : Gauguin et Van Gogh                                           | Dick Matena                                           | Dick Matena                           |                | Le Lombard              |
| octobre   | Hugo no 5 : La perle bleue                                                                  | Bédu                                                  | Bédu                                  |                | Le Lombard              |
| novembre  | Ian Kalédine no 9 : Le secret du château flambard                                           | Jean-Luc Vernal                                       | Ferry                                 |                | Le Lombard              |
| mars      | Jackson no 2 : Le secret du Prussien                                                        | Frank Giroud                                          | Marc-Renier                           |                | Le Lombard              |
| septembre | Jeremiah no 15 : Alex                                                                       | Hermann Huppen                                        | Hermann Huppen                        |                | Dupuis                  |
| mars      | Jessica Blandy no 6 : Au loin, la fille d'Ipanema...                                        | Jean Dufaux                                           | Renaud                                |                | Dupuis                  |
| novembre  | Jhen no 8 : Le secret des templiers                                                         | Jacques Martin                                        | Jean Pleyers                          |                | Casterman               |
| mars      | Jimmy Boy no 1 : Graine de vagabond                                                         | Dominique David                                       | Dominique David                       |                | Dupuis                  |
| novembre  | Jimmy Boy no 2 : Les rebelles                                                               | Dominique David                                       | Dominique David                       |                | Dupuis                  |
| mai       | Jimmy Tousseul no 3 : Le crépuscule blanc                                                   | Stephen Desberg                                       | Daniel Desorgher                      |                | Dupuis                  |
| décembre  | Jimmy Tousseul no 4 : L'homme brisé                                                         | Stephen Desberg                                       | Daniel Desorgher                      |                | Dupuis                  |
| mai       | Jojo no 3 : On opère Gros Louis                                                             | Geerts                                                | Geerts                                |                | Dupuis                  |
| mai       | Julie, Claire, Cécile no 7 : La disparue!                                                   | Bom                                                   | Sidney                                |                | Le Lombard              |
| juillet   | L'Agent 212 no 12 : Ris, ô poulet                                                           | Raoul Cauvin                                          | Daniel Kox                            |                | Dupuis                  |
| août      | L'homme de java no 1 : Rebelle                                                              | Pierre-Yves Gabrion                                   | Pierre-Yves Gabrion                   |                | Vents d'Ouest           |
| avril     | l'Incal, John Difool avant l'Incal no 2 : Détective privé de classe R                       | Alejandro Jodorowsky                                  | Zoran Janjetov                        |                | Les Humanoïdes Associés |
| juin      | La 27e lettre HS                                                                            | Stephen Desberg                                       | Will                                  |                | Dupuis - Aire libre     |
| mars      | La Jeunesse de Blueberry no 6 : Le raid infernal                                            | Jean-Michel Charlier - François Corteggiani           | Colin Wilson                          |                | Novedi                  |
| octobre   | La teigne no 1 : Nuits d'embrase                                                            | Téhy                                                  | Téhy                                  |                | Vents d'Ouest           |
| novembre  | Largo Winch no 1 : L'héritier                                                               | Jean Van Hamme                                        | Philippe Francq                       |                | Dupuis                  |
| octobre   | Le Bocheno 1 : L'enfant de paille                                                           | Éric Stalner                                          | Daniel Bardet                         |                | Glénat                  |
| août      | Le Monde du Garage Hermétique no 1 : Le prince impensable                                   | Jean-Marc Lofficier - Moebius                         | Eric Shanower                         |                | Les Humanoïdes Associés |
| novembre  | Le Monde du Garage Hermétique no 2 : Les quatre royaumes                                    | Jean-Marc Lofficier - Moebius                         | Eric Shanower                         |                | Les Humanoïdes Associés |
| mars      | Le Petit Spirou no 1 : Dis bonjour à la dame                                                | Tome                                                  | Janry                                 |                | Dupuis                  |
| mars      | Le Piège malais (1)                                                                         | Didier Conrad                                         | Didier Conrad                         |                | Dupuis - Aire libre     |
| septembre | Le Piège malais (2)                                                                         | Didier Conrad                                         | Didier Conrad                         |                | Dupuis - Aire libre     |
| juin      | Le Privé d'Hollywood no 3 : Retour de flamme                                                | José-Louis Bocquet - François Rivière                 | Philippe Berthet                      |                | Dupuis                  |
| juillet   | Le Scrameustache no 20 : Le sosie                                                           | Walt                                                  | Gos                                   |                | Dupuis                  |
| janvier   | Léonard no 18 : Génie en sous-sol                                                           | Bob de Groot                                          | Turk                                  |                | Dargaud                 |
| novembre  | Léonard no 19 : Flagrant génie                                                              | Bob de Groot                                          | Turk                                  |                | Dargaud                 |
| février   | Léonid et Spoutnika no 1 : Niet future!                                                     | Yann                                                  | Bercovici                             |                | Marsu Productions       |
| mai       | Les 4 As no 27 : Le requin géant                                                            | Georges Chaulet                                       | François Craenhals - Jacques Debruyne |                | Casterman               |
| octobre   | Les Chroniques de l'impossible, no 3 : La Longue Nuit de Strasbourg                         | Christian Piscaglia                                   | Claude Laverdure                      |                | Dargaud Benelux         |
| octobre   | Les Sept Vies de l'Épervier no 6 : La part du diable                                        | Patrick Cothias                                       | André Juillard                        |                | Glénat                  |
| septembre | Les aventures de Gully no 5 : Bella et Ouisti                                               | Alain Dodier                                          | Makyo                                 |                | Dupuis                  |
| janvier   | Les Casseurs no 17 : Brigade de choc                                                        | André-Paul Duchâteau                                  | Christian Denayer                     |                | Le Lombard              |
| novembre  | Les Enfants de la Salamandre no 3 : Alicia                                                  | Jean Dufaux                                           | Renaud                                |                | Novedi                  |
| juin      | Les Femmes en blanc no 7 : Pinces, sang, rire                                               | Raoul Cauvin                                          | Philippe Bercovici                    |                | Dupuis                  |
| octobre   | Les oubliés d'Annam (1)                                                                     | Frank Giroud                                          | Lax                                   |                | Dupuis - Aire libre     |
| mars      | Les Pays Perdus no 1 : La bande des Ayacks                                                  | Jean-François Di Giorgio                              | Benoît Roels                          |                | Le Lombard              |
| novembre  | Les Pays Perdus no 2 : Le relais de la Chance au Roy                                        | Jean-François Di Giorgio                              | Benoît Roels                          |                | Le Lombard              |
| juin      | Les Petits Hommes no 26 : Voyage entre deux mondes                                          | Séron                                                 | Séron                                 |                | Dupuis                  |
| février   | L'intégrale des pieds nickelés Tome 2 : Dans le grand Nord - Européens - Capteurs d'énergie | René Pellos                                           | René Pellos                           |                | Vents d'Ouest           |
| avril     | L'intégrale des pieds nickelés Tome 3 : En Périgord - En Auvergne - Contre Cognedur         | René Pellos                                           | René Pellos                           |                | Vents d'Ouest           |
| août      | L'intégrale des pieds nickelés Tome 4 : Au cirque - Pompiers - Jouent et gagnent            | René Pellos                                           | René Pellos                           |                | Vents d'Ouest           |
| octobre   | L'intégrale des pieds nickelés Tome 5 : Filoutent - Ont de la chance - Sportifs             | René Pellos                                           | René Pellos                           |                | Vents d'Ouest           |
| mars      | Les Schtroumpfs no 14 : L'aéroschtroumpf et 4 autres aventures                              | Peyo                                                  | Peyo                                  |                | Cartoon Creation        |
| janvier   | Les Tours de Bois-Maury no 6 : Sigurd                                                       | Hermann Huppen                                        | Hermann Huppen                        |                | Glénat                  |
| octobre   | Les Tuniques bleues no 31 : Drummer Boy                                                     | Raoul Cauvin                                          | Lambil                                |                | Dupuis                  |
| mai       | Loïc Francœur no 3 : Les deux soleils de Rhodes                                             | Bernard Capo                                          | Bernard Capo                          |                | Le Lombard              |
| janvier   | Lou Smog no 1 : Le port des maudits                                                         | Georges Van Linthout                                  | Georges Van Linthout                  |                | Le Lombard              |
| novembre  | Lou Smog no 2 : Carrera Panamerica                                                          | Georges Van Linthout                                  | Georges Van Linthout                  |                | Le Lombard              |
| février   | Luc Orient no 17 : Les spores de nulle part                                                 | André-Paul Duchâteau - Michel Greg - Gérard Jourd'hui | Andreas - Eddy Paape                  |                | Le Lombard              |
| octobre   | Marsupilami no 5 : Baby Prinz                                                               | Franquin - Yann                                       | Batem                                 |                | Marsu Productions       |
| mai       | Mauro Caldi no 3 : La voleuse                                                               | Denis Lapière                                         | Constant                              |                | Alpen Publishers        |
| janvier   | Michel Vaillant no 53 : La nuit de Carnac                                                   | Jean Graton                                           | Jean Graton                           |                | Graton éditeur          |
| février   | Natacha : Spécial 20e anniversaire : Nostalgia                                              | François Walthéry                                     | François Walthéry                     |                | Marsu Productions       |
| novembre  | Nino no 1 : Le voyage en Amérique                                                           | Hector Leemans                                        | Dirk Stallaert                        |                | Le Lombard              |
| novembre  | Orchidea                                                                                    | Cosey                                                 | Cosey                                 |                | Dupuis - Aire libre     |
| juillet   | Papyrus no 13 : Le labyrinthe                                                               | Lucien de Gieter                                      | Lucien de Gieter                      |                | Dupuis                  |
| janvier   | Parodies no 3 : Vingt ans après                                                             | Collectif                                             | Collectif                             |                | Vents d'Ouest           |
| janvier   | Pauvre Lampil no 5 : Pauvre Lampil                                                          | Raoul Cauvin                                          | Lambil                                |                | Dupuis                  |
| novembre  | Peter Pan no 1 : Londres                                                                    | Régis Loisel                                          | Régis Loisel                          |                | Vents d'Ouest           |
| avril     | Pierre Tombal no 7 : Cas d'os surprise                                                      | Raoul Cauvin                                          | Hardy                                 |                | Dupuis                  |
| février   | Poupée d'ivoire no 3 : La reine oubliée                                                     | Franz                                                 | Franz                                 |                | Glénat                  |
| juin      | Professeur Stratus no 1 : Le tombeau des neiges                                             | Guy Counhaye                                          | Guy Counhaye                          |                | Le Lombard              |
| mai       | Ric Hochet no 48 : Le secret d'Agatha                                                       | André-Paul Duchâteau                                  | Tibet                                 |                | Le Lombard              |
| novembre  | Sambre no 2 : Je sais que tu viendras...                                                    | Balac - Yslaire                                       | Yslaire                               |                | Glénat                  |
| novembre  | Sammy no 27 : Les gorilles ont du chien                                                     | Raoul Cauvin                                          | Berck                                 |                | Dupuis                  |
| février   | Sophie no 18 : Don Giovani                                                                  | Jidéhem                                               | Jidéhem                               |                | Dupuis                  |
| décembre  | Spirou et Fantasio no 42 : Spirou à Moscou                                                  | Tome                                                  | Janry                                 |                | Dupuis                  |
| mai       | Sylvain de Rochefort no 1 : L'eau et le sang                                                | Bom                                                   | Thierry Cayman                        |                | Le Lombard              |
| avril     | Tatayet no 1 : C'est pas moi c'est lui!                                                     | Michel Dejeneffe - Raoul Cauvin                       | Olivier Saive                         |                | Marsu Productions       |
| novembre  | Tatayet no 2 : C'est pas lui c'est moi!                                                     | Michel Dejeneffe - Raoul Cauvin                       | Olivier Saive                         |                | Marsu Productions       |
| novembre  | Thanéros no 2 : Délit d'enfance                                                             | Claude Carré - Denis Parent                           | Eric Larnoy                           |                | Novedi                  |
| octobre   | The Black Hawk Line no 1 : La route de Chine                                                | Jack Staller                                          | Jack Staller                          |                | Le Lombard              |
| février   | Théodore Poussin no 4 : Secrets                                                             | Frank Le Gall                                         | Frank Le Gall                         |                | Dupuis                  |
| novembre  | Thorgal no 15 : Louve                                                                       | Jean Van Hamme                                        | Grzegorz Rosiński                     |                | Le Lombard              |
| janvier   | Les Timour no 28 : Requiem pour un pirate                                                   | Xavier Snoeck                                         | Sirius                                |                | Dupuis                  |
| octobre   | Toupet no 3 : Toupet crève l'écran                                                          | Christian Godard                                      | Albert Blesteau                       |                | Dupuis                  |
| octobre   | Vasco no 9 : Poussière d'Ispahan no 1                                                       | Gilles Chaillet                                       | Gilles Chaillet                       |                | Le Lombard              |
| janvier   | XIII no 6 : Le dossier Jason Fly                                                            | Jean Van Hamme                                        | William Vance                         |                | Dargaud                 |
| octobre   | XIII no 7 : La nuit du 3 août                                                               | Jean Van Hamme                                        | William Vance                         |                | Dargaud                 |
| septembre | Yakari no 16 : Le premier galop                                                             | Job                                                   | Derib                                 |                | Casterman               |

### Comics
| Sortie | Titre       | Scénariste | Dessinateur | Coloriste | Éditeur |
| ------ | ----------- | ---------- | ----------- | --------- | ------- |
| ?      | à compléter |            |             |           |         |
| ?      | …           |            |             |           |         |

### Mangas
| Sortie | Titre       | Scénariste | Dessinateur | Coloriste | Éditeur |
| ------ | ----------- | ---------- | ----------- | --------- | ------- |
| ?      | à compléter |            |             |           |         |
| ?      | …           |            |             |           |         |

## Décès
- 8 janvier : Bernie Krigstein auteur de comics
- 20 janvier : Claude Auclair, auteur français, notamment de Bran Ruz né en 1943
- 30 juin : Jacques Lob, scénariste français, notamment de la série Le Transperceneige, né en 1932
- 18 juillet : Yves Chaland, dessinateur français né en 1957
- 12 août : B. Kliban, auteur de comics
- 28 août : Willy Vandersteen (Bob et Bobette)
- 5 septembre : Jerry Iger, auteur de comics